# Mike Morrison (Basketballspieler, 1967)
Michael Fitzgerald „Mike“ Morrison (* 16. August 1967 in Washington, D.C.) ist ein ehemaliger US-amerikanischer Basketballspieler.

## Leben
Morrison spielte von 1985 bis 1989 an der Loyola University Maryland. Mit seinen in dieser Zeit erzielten 1697 Punkte setzte sich der 1,93 Meter messende Aufbauspieler auf den dritten Platz in der ewigen Korbjägerliste der Hochschulmannschaft. Die Phoenix Suns sicherten sich beim Draftverfahren der NBA im Jahr 1989 (zweite Auswahlrunde, 51. Stelle) die Rechte an Morrison.
Er wurde von Phoenix während der Saison 1989/90 in 36 NBA-Spielen eingesetzt, Morrison erzielte im Durchschnitt zwei Punkte pro Einsatz. Im Spieljahr 1990/91 war Morrison in der Continental Basketball Association (CBA) ebenfalls in seinem Heimatland beschäftigt. Er spielte in dieser Saison für drei verschiedene Mannschaften: Die Rapid City Thrillers, die Tulsa Fast Breakers sowie die Wichita Falls Texans. Nach der Saison in der CBA lief er in der World Basketball League für Mannschaften aus den Städten Erie und Nashville auf, stand dann bei der Mannschaft Shell Rimula auf den Philippinen unter Vertrag. Seine Bestleistung dort waren in einem Spiel 56 Punkte. Im Dezember 1991 wechselte Morrison zu den Raleigh Bullfrogs in die US-Liga Global Basketball Association.
1993 spielte Morrison in Australien bei den Geelong Supercats, er erzielte im Schnitt 22,3 Punkte pro Begegnung. Er stand bei Beitar Ramat Gan in Israel unter Vertrag, zur Saison 2000/01 wechselte der US-Amerikaner im Alter von 33 Jahren nach Deutschland zum Bundesliga-Aufsteiger Oldenburger TB und sollte den Niedersachsen mit seiner Erfahrung helfen. Morrison schaffte mit Oldenburg den Verbleib in der höchsten deutschen Spielklasse, er erzielte in 32 Bundesliga-Einsätzen im Schnitt 13,5 Punkte. In der Abstiegsrunde hatte er mit 20,3 Punkten pro Begegnung seine Offensivkraft gegenüber dem vorherigen Saisonverlauf noch einmal deutlich erhöht. Es blieb bei einem Jahr in Oldenburg.
2014 wurde Morrison in die Sport-Ruhmeshalle der Loyola University Maryland aufgenommen.